# مهدی شریفیان
مهدی شریفیان (زاده ۱۳۵۷) سیاستمدار ایرانی و فرزند هرمز شریفیان از کشته‌شدگان نیروی زمینی ارتش جمهوری اسلامی است. او در انتخابات مجلس یازدهم در فهرست نهایی اصولگرایان قرار داشت و توانست با کسب ۷۶۰ هزار و ۱۶ رأی به عنوان نفر بیستم از حوزه انتخابیه تهران، ری، شمیرانات، اسلامشهر و پردیس از استان تهران به مجلس راه یابد.

## دیدگاه‌ها
مهدی شریفیان در تشریح نحوه پدیدآوردن نهضت خدمات اجتماعی در کشور گفت یک ظرفیت عظیم مردمی از جوانان و البته افراد با تجربه در بسیاری از نقاط کشور وجود دارد که با میدان دادن و نقش تعریف کردن برای این ظرفیت مردمی قطعاً ما خواهیم توانست یک نهضت پرشور خدمات اجتماعی ایجاد کنیم.